# Gianluigi Da Rold
Gianluigi Da Rold (Milano, 31 agosto 1942) è un giornalista e scrittore italiano.

## Biografia
Di origine bellunese Da Rold si avvicina al giornalismo scrivendo, nel 1970, per il quotidiano socialista Avanti!, diventando giornalista professionista nel 1972.
Nel 1975 entra al Corriere della Sera, diventandone, nel 1980, inviato speciale.
Amico personale di Walter Tobagi, nel 1978 dà vita assieme a lui a "Stampa Democratica", corrente sindacale del giornalismo italiano. Alla morte del giornalista, Da Rold raccoglierà i suoi scritti, pubblicandoli col titolo Il coraggio della ragione.
Entrato in Rai, assume la condirezione della sede lombarda della tv di stato, nel 1994, passando successivamente alla direzione de "L'Indipendente".
Abbandonata l'esperienza dopo pochi mesi, diventa collaboratore de Il Giornale. Fin dal 2008 collabora inoltre in modo molto attivo con il quotidiano on-line IlSussidiario.net.

## Opere
- Da Ottone alla P2 (Sugarco)
- La battaglia di via Solferino (Sugarco)
- Annientate Tobagi (Edizioni Bietti)
- Assalto alla diligenza. Il bottino delle privatizzazioni all'italiana (Guerini e Associati, 2012)